# Citoquina IL-33
La Citoquina IL-33, conocida como Interleucina 33 (IL-33, IL-1F11)  es un tipo de citoquina y forma parte de la familia IL-1. En humanos la IL-33 está codificada por el gen IL33.
  La proteína IL-33 juega un papel clave en la respuesta inmunológica del organismo activando mediante señales a las células responsables del sistema inmune.
  Se suele expresar en situaciones de homeostasis tisular y metabólica, en infecciones, inflamaciones e incluso ante enfermedades como el cáncer o algunas relacionadas con el sistema nervioso central. Durante estas situaciones, la IL-33 se manifiesta abundantemente en mastocitos, células dendríticas, macrófagos, osteoblastos, células endoteliales, células epiteliales y células similares a los fibroblastos.

## Estructura
La proteína Interleuquina-33 (IL-33) está compuesta de 270 aminoácidos, que están distribuidos en tres dominios diferentes el dominio N-terminal nuclear, el dominio C-terminal similar al de la citoquina Interleucina-1 (IL-1) y un dominio divergente central que separa las dos anteriores partes.
Su peso molecular teórico es de 30 759 Daltons y su punto isoeléctico (pI) es 8,89. Haciendo referencia a la acidez de cada uno de los dominios, el dominio nuclear N-terminal presenta un carácter básico, con un pI de 10.28, mientras que el dominio citoquina C-terminal es más ácido, con un pI de 4,8.

### Dominio nuclear N-terminal
La sección N-terminal de la proteína, que está formada por los 65 primeros aminoácidos, es el dominio nuclear y es necesario para llevar la IL-33 al núcleo. 
Dentro del dominio, hay contenido un motivo de unión a cromatina (CBM, chromatin-binding motif), que permite la unión de la IL-33 a la cromatina mediante las histonas H2A y H2B. Este CBM adopta una estructura en forma de horquilla que se estabiliza mediante puentes de hidrógeno intramoleculares.
Basado en las predicciones moleculares, este dominio debería adoptar una estructura de hélice envolviendo al ADN. Sin embargo, la mayor afinidad de la CBM con la cromatina hace que se modifiquen las interacciones y consecuentemente varíe la estructura de la proteína.

### Dominio citoquina C-terminal
Similar al de la citoquina Interleucina-1 (IL-1). 
La estructura tridimensional del dominio C-terminal ha sido definida a través de la resonancia magnética nuclear y la cristalografía de rayos X. El dominio está compuesto de los últimos 158 aminoácidos y es la responsable de la función de la citoquina.

Este adopta una estructura de hoja β en forma de trébol que está formada por 12 hebras β (numeradas β1-β12) dispuestas en tres repeticiones de 4 hebras β. El primer y el último grupo de hebras β forman pentagramas antiparalelos conformando un barril β, mientras que el segundo y tercer grupo de hebras β forman una horquilla β sentada encima del barril.

### Dominio divergente central
El dominio divergente central, que va desde el aminoácido 66 al 111, es una plataforma de activación para un gran número de proteasas, como las inflamatorias endógenas y las alérgicas exógenas.

## Gen
El gen IL33 se ubica en el cromosoma 9, en su brazo corto p, concretamente en la banda 24; utilizando la sintaxis del locus, de manera resumida: 
9p24 .

## Función
La IL-33 es un tipo de citoquina. Estas proteínas y su participación son esenciales en la respuesta inmunológica de los organismos. Concretamente, la IL-33 desempeña un rol clave tanto en respuestas inmune innatas como en adaptativas y colabora en procesos de homeostasis de los tejidos.
Las IL-33 son secretadas cuando se origina una lesión o daño, ya sea a nivel celular o tisular, o tras el encuentro con un patógeno. Estas protagonizan la señal de alarma que se transmite a las células responsables de la respuesta inmunológica (mastocitos, células linfoides (ILC2), linfocitos T-helper, basófilos, células dendríticas, neutrófilos...) para que se inicie el proceso de defensa del organismo.
Estas señales generadas por las IL-33 son enviadas mediante un receptor heterodímero que está formado por Estimulación sérica-2 (ST2) y una proteína accesoria del receptor de IL-1 (IL-1RAcP). Las IL-33 inician y estimulan el proceso de síntesis de citoquinas de tipo 2 (Th2) por medio de la activación de células de defensa como los basófilos o mastocitos que a través de estas señales producen citoquinas de este tipo como las IL-4, IL-5 o IL-13. Estas facilitan y contribuyen en la respuesta inmunológica.
Según las circunstancias, las IL-33 pueden desarrollar una función u otra. En enfermedades autoinmunes como la esclerosis múltiple, la artritis reumatoide, el lupus eritematoso sistémico, la psoriasis... estas proteínas estimulan la producción de citocinas proinflamatorias, es decir, activan a ciertas células de defensa para que liberen estas moléculas que facilitan y aumentan la inflamación. Esto puede agravar los síntomas de estas enfermedades. Por otro lado, en enfermedades metabólicas como la diabetes mellitus tipo 1, las interleucinas juegan un papel antiinflamatorio, ayudando a reducir la inflamación.

## Producción de IL-33
La IL-33 se produce en distintos tipos de células: endoteliales, epiteliales, similares a los fibroblastos y miofibroblastos.

### Células endoteliales
La célula endotelial es la principal fuente de IL-33. Se ha encontrado una gran concentración de esta proteína en estas células, habitualmente células endoteliales quiescentes. La producción se dispara cuando se detecta una enfermedad, como se ha comprobado en tejidos crónicamente inflamados por artritis reumatoide o la enfermedad de Crohn, entre otras. Cabe destacar que la IL-33 no se crea ni con la misma concentración ni mediante los mismos métodos en ratones, resaltando las diferencias entre ambas especies y condicionando los métodos de investigación.

### Células epiteliales
No todas las células epiteliales producen IL-33, solo las que están expuestas al exterior, como mucosas nasales, tráquea, bronquios, alveolos o vagina. Estas, como las anteriores, aumentan su producción en presencia de una enfermedad o algún factor externo dañino como el tabaco.

### Células similares a fibroblastos y miofibroblastos
La producción de células similares a fibroblastos y miofibroblastos se da en su mayoría en los órganos linfoides. Al igual que los otros dos tipos, se dispara la producción cuando hay una enfermedad presente.

## Regulación
La IL-33 es una proteína muy potente, por lo que requiere de diversos métodos de regulación. Estos son: localización nuclear, regulación por proteasas, oxidación de residuos de cisteína y localización por un señuelo del receptor sST2 soluble.

### Localización nuclear
Se ha observado que la eliminación del dominio nuclear N-terminal produce una pérdida de la labor del sistema inmune en ratones, es decir, que inhibe la IL-33. Los ratones con este gen padecen de un mayor número de enfermedades, sufren inflamación cutánea y una muerte prematura.

### Proteasas
Son numerosas las proteasas que regulan la actividad de la IL-33. Las caspasas se unen después del residuo Asp178, en un lazo entre las hebras β4 y β5 (lugar que no se encuentra en otras proteínas de la familia IL-1), en células en proceso de apoptosis, inhibiendo su actividad. Las proteasas inflamatorias aumentan su actividad uniéndose al dominio central. Cuando estas se presentan en grandes cantidades, la inhiben mediante su degradación. La proteinasa 3 puede favorecer como anular su función. Por último, la calpaína cumple una función reguladora, pero, al no haberse identificado su sitio de unión con la IL-33, no se sabe si la activa o la desactiva.

### Oxidación de residuos de cisteína
Se ha observado que la oxidación de residuos de cisteína de la IL-33, poco después de su expulsión al medio extracelular en forma reducida, provoca la creación de dos puentes disulfuro, que, consecuentemente, inhiben la proteína. Los residuos de cisteína que sufren esta oxidación son Cys208, Cys227, Cys232, y Cys259. La mutación de estos conlleva una mayor duración de la IL-33 en un estado activo. Esto quiere decir que los primeros minutos desde la expulsión de la proteína al exterior son críticos para la activación de las células diana. 

## Descubrimiento
En 2003, se observó por primera vez la IL-33, denominado en ese momento como "factor nuclear de las vénulas de endotelio alto" (FN-VEA), ya que fue en este lugar donde se encontró una gran concentración de la proteína. Además, se identificó su gen en el brazo corto del cromosoma 9. Esta guarda una relación con la proteína canina DVS27, descubierta en 1999.  En 2005, se observó que esta proteína tenía una estructura tridimensional similar a la familia de las interleucinas 1, por lo que se le nombró interleucina 33. Sin embargo, no fue hasta 2006, cuando se determinó por el mismo grupo que descubrió el FN-VEA, que la IL-33 y el FN-VEA eran la misma proteína.